# Reprezentacja Chorwacji na Mistrzostwach Świata w Narciarstwie Klasycznym 2005
Reprezentacja Chorwacji na Mistrzostwach Świata w Narciarstwie Klasycznym 2005 w Oberstdorfie liczyła troje sportowców – dwóch mężczyzn i jedną kobietę. Wszyscy wystartowali w konkurencjach biegowych. Chorwaci nie zdobyli żadnego medalu, a ich najwyższym osiągniętym miejscem była 61. pozycja Mai Kezele w sprincie kobiet.

## Wyniki

### Biegi narciarskie

#### Mężczyźni
Sprint
- Denis Klobučar - 65. miejsce
- Damir Jurčević - 67. miejsce

15 km stylem dowolnym
- Damir Jurčević - 92. miejsce
- Denis Klobučar - 97. miejsce

#### Kobiety
Sprint
- Maja Kezele - 61. miejsce

10 km stylem dowolnym
- Maja Kezele - nie ukończyła